# ファトヒーヤ・ビント・フアード

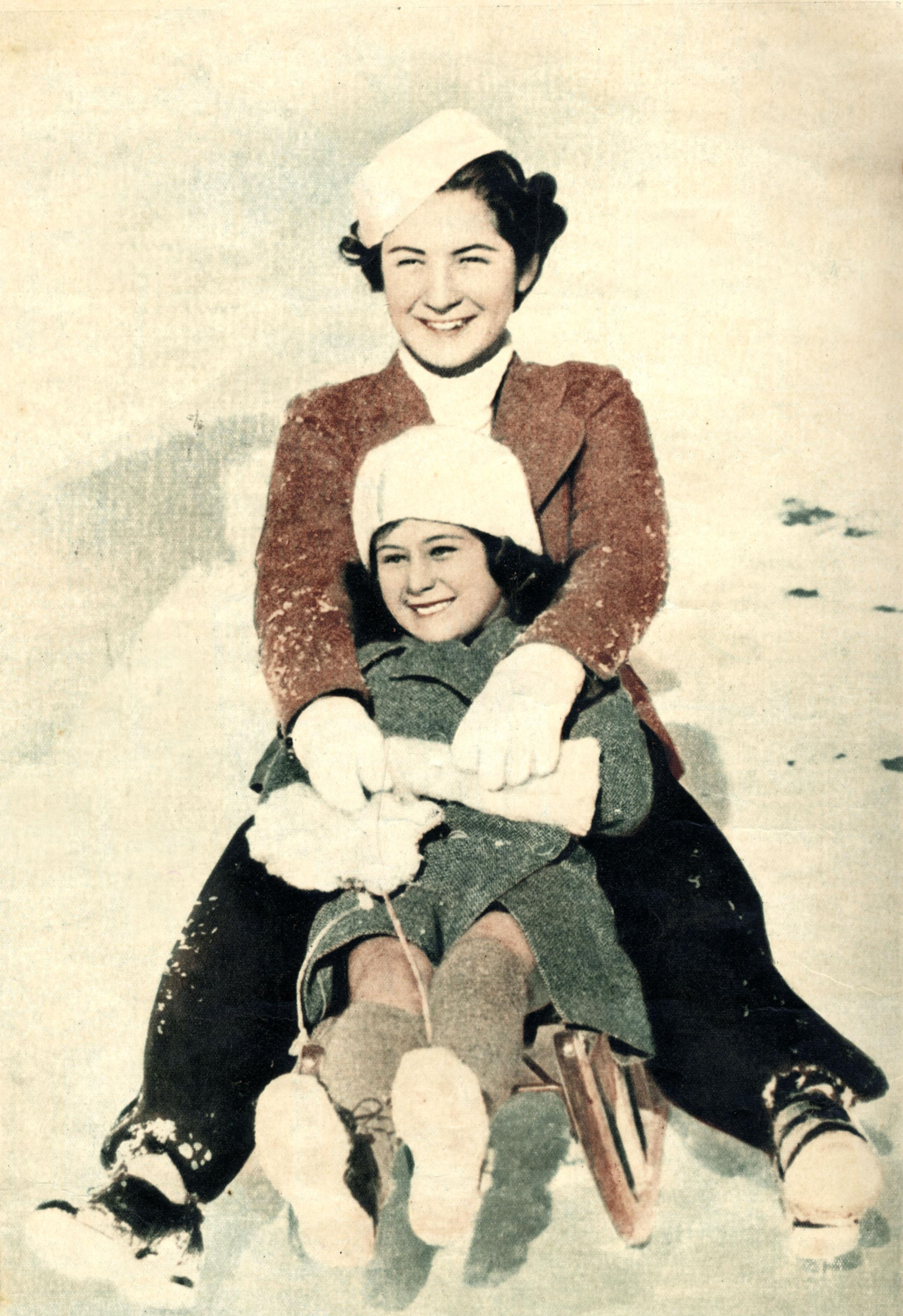
義姉のファリダ王妃とともに橇遊びをするファトヒーヤ王女（緑色のコートの少女）、1937年冬

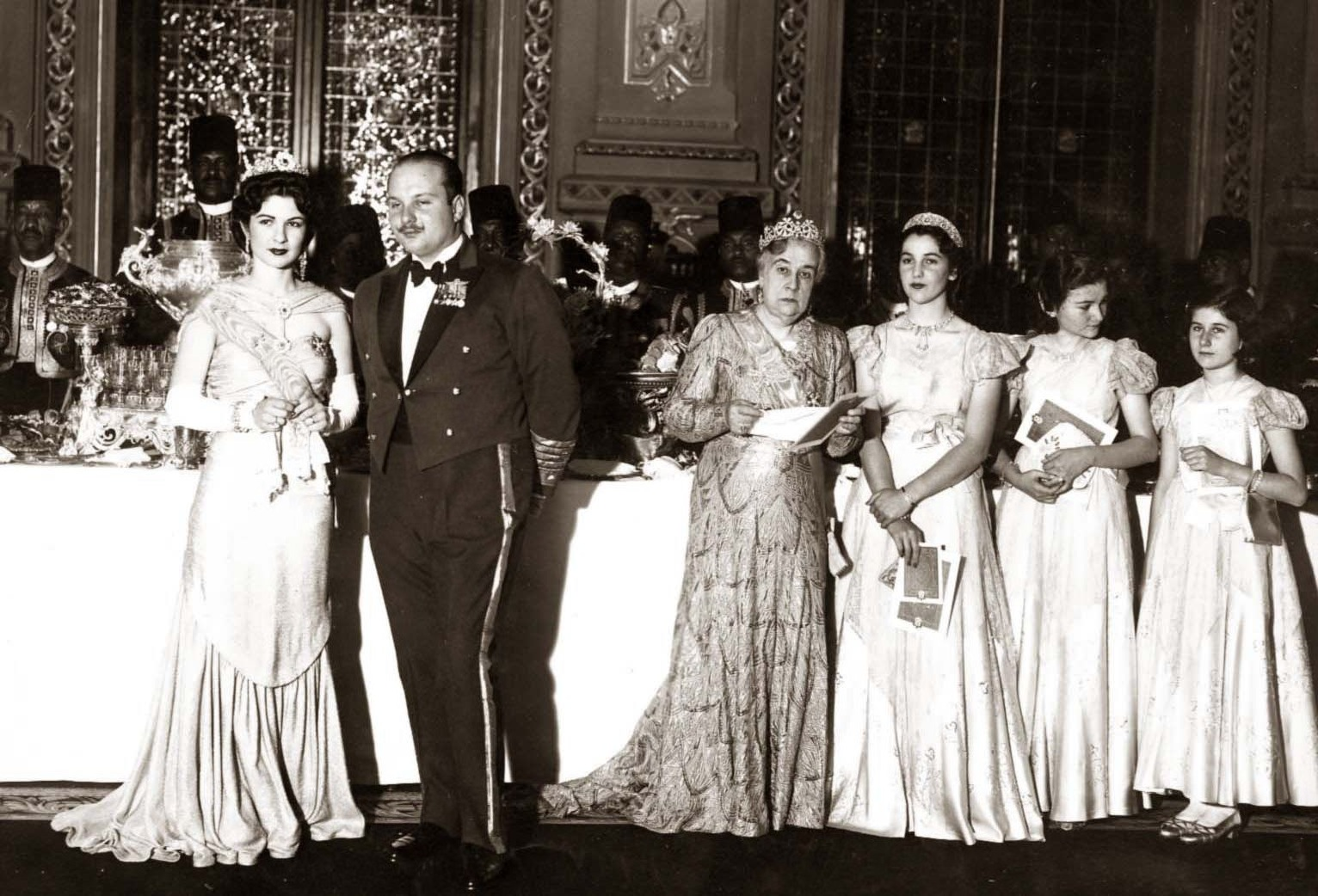
アブデン宮殿で開かれたファールーク1世の22歳の誕生日を祝うパーティに出席したファトヒーヤ（右端の少女）、1942年2月11日

ファトヒーヤ・ビント・フアード（亜剌:فتحية بنت فؤاد الأول；ラテン文字転写:Fathiya bint Fuad, 1930年12月17日 カイロ - 1976年12月10日 ロサンゼルス）は、ムハンマド・アリー家統治期のエジプト王家の一員。エジプト王ファールーク1世の末妹。

## 生涯
エジプト王フアード1世とその2番目の妻ナーズリー王妃の間の第5子、四女（父王にとっては第7子、五女）として生まれた。1948年、兄王ファールーク1世によって国外に追放され、アメリカ合衆国で暮らしていた母のナーズリー王太后の腎臓病の手術に付き添うため、すぐ上の姉ファーイカ王女とともに母の暮らす合衆国へ渡った。
ファトヒーヤは姉が結婚のため帰国した後も母と一緒に合衆国に留まり続け、やがて母の秘書リヤード・ガーリ（Riad Ghali、1919年 - 1987年）と恋仲になり、結婚した。2人は1950年4月25日にサンフランシスコのフェアモントホテル（Fairmont San Francisco）で市民婚を、同年5月11日にスンニ派の宗教婚を挙行した。同年8月8日、兄のファールーク1世はエジプト王家家長である自身の許しを得ずに結婚した妹への懲罰として、ファトヒーヤおよび母王太后の王族としての身分および年金受給資格を剥奪した。
ファトヒーヤは夫との間に長男ラフィーク（1952年 - ）、次男ラーイド（1954年 - 2007年）、長女ラニヤ（1956年 - ）の2男1女をもうけた。1952年には、エジプト革命によってファールーク1世が王位を追われ、ムハンマド・アリー家は統治者の座を失った。こうした状況の中、王太后とファトヒーヤは、1955年にビバリーヒルズに28室を備えた大邸宅を購入し、またハワイにも別荘を所有して贅沢な生活を送った。母娘はやがて困窮すると、宝冠や宝石を競売にかけるようになったが、暮らし向きは悪化する一方で、1973年にはファトヒーヤは破産した。
王太后とファトヒーヤは以前の邸宅を売却してロサンゼルス西部の質素なアパートで暮らすようになった。母娘は経済的な苦しさからエジプトへの帰国を望むようになり、1976年にエジプト大統領サーダートに帰国を要請した。
1976年12月10日、帰国を目前に控えたファトヒーヤは7年前の1969年から別居状態だった夫ガーリの訪問を受けた。このとき帰国に反対していた夫が所持していたリボルバーでファトヒーヤを撃ち、王女は頭部や顔に被弾して死亡した。ガーリもまたリボルバーで自殺を図ったが、頭部を負傷しただけで命は助かった。
王女の遺骸はカルバーシティのホーリー・クロス墓地に葬られた。